# Hajen (1904)
För andra betydelser, se HMS Hajen.
Hajen, officiellt HM Ubåt Hajen, (senare Ub no 1) är en ubåt som har tillhört svenska flottan. Hajen var flottans första ubåt och är en av ytterst få ubåtar från det tidiga 1900-talet som finns bevarad.

## Historia
Riksdagen beslutade hösten 1902 att utveckla en ubåt. Uppdraget att verkställa beslutet gick till den svenske fartygskonstruktören Carl Richson, med ett förflutet i varvsindustrin i USA, bland annat vid örlogsvarvet i New York under 1890-talet. Ubåten byggdes under stor sekretess på Stockholms örlogsvarv och sjösattes den 16 juli 1904. Richsons erfarenheter från den amerikanska varvsindustrin har influerat Hajen, som bär tydliga likheter med den amerikanska flottans första ubåt, USS Holland, som konstruerades av den i USA verksamme irländaren John Philip Holland.
Den svenska riksdagen beviljade år 1902 ett anslag på 400 000 kronor för ubåtens anskaffande. Ritnings- och beräkningsmaterial fastställdes av kung Oscar II med kungligt brev den 28 november 1902. Periskopet tillverkades av firman Officine Galileo i Florens och installerades i Hajen före avgång från Galärvarvet i Stockholm. Hajen drevs ursprungligen av en fotogenmotor av typen tändkulemotor som via en generator gav ström åt en elmotor som i sin tur drev propellern. Generatorn laddade även batterierna, som användes för att driva ubåten under vattnet.
Även om USS Holland influerat Hajens design skilde den sig i ovan nämnda hänseenden från sin amerikanska förebild. Holland saknade periskop och måste därför då och då skjuta upp tornet över ytan för att orientera sig. Den drevs också av en bensinmotor snarare än en fotogen- eller dieselmotor vilket bland annat innebar större brandrisk och sämre bränsleekonomi. Slutligen saknade den också separat generator vilket innebar att både förbränningsmotorn och elmotorn måste kunna kopplas mekaniskt till propelleraxeln varvid elmotorn vid bensindrift kunde användas som generator för att ladda batterierna. Att Hajen försågs med periskop, fotogenmotor (sedermera ersatt av en dieselmotor) och separat generator innebar således att den i jämförelse med sin amerikanska förebild tog tre viktiga steg framåt mot vad som så småningom skulle visa sig bli den dominerande teknologin för konventionella ubåtar. 
Det nya tillskottet till den marina arsenalen gjordes omgående redo för krig, då marinen var mitt uppe i förberedelser för en eventuell insats i samband med unionskrisen med Norge. Under första världskriget fungerade hon som plattform för utbildningar av nya ubåtsbesättningar. Vid en ombyggnad 1916, då även skrovformen förändrades för att förbättra ubåtens ytegenskaper, byttes tändkulemotorn ut mot en dieselmotor.
Hajen avrustades definitivt 1919 och utrangerades 1922. Numera är ubåten ett museifartyg och finns i en tillbyggnad till Marinmuseum i Karlskrona. Tillsammans med sin betydligt modernare vapensyster HMS Neptun är fartyget del i en utställning om det svenska ubåtsvapnet.

Konstruktionsritning av Hajen, godkänd 28 november 1902.
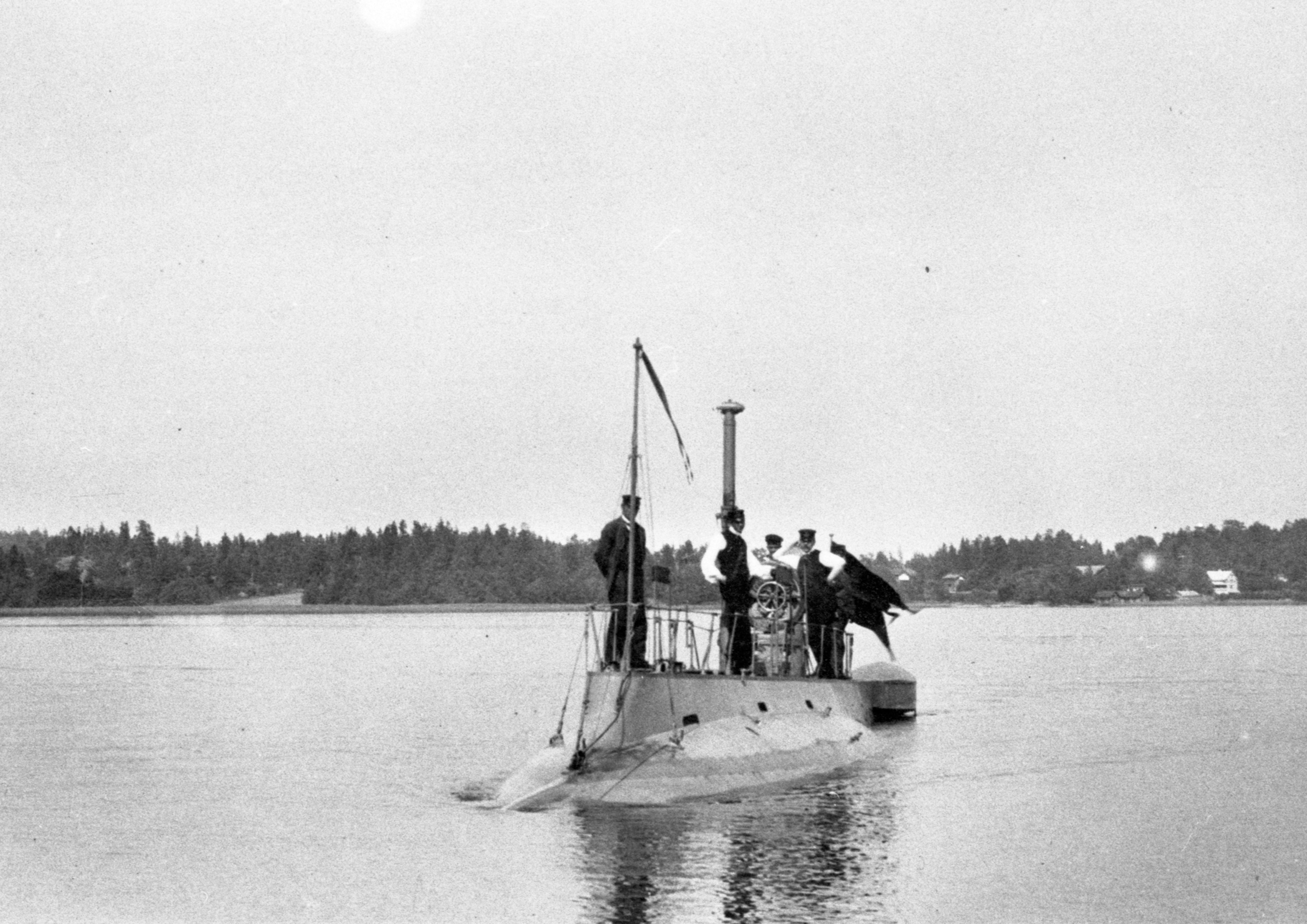
Fotografi av Hajen, taget någon gång mellan 1904 och 1922.
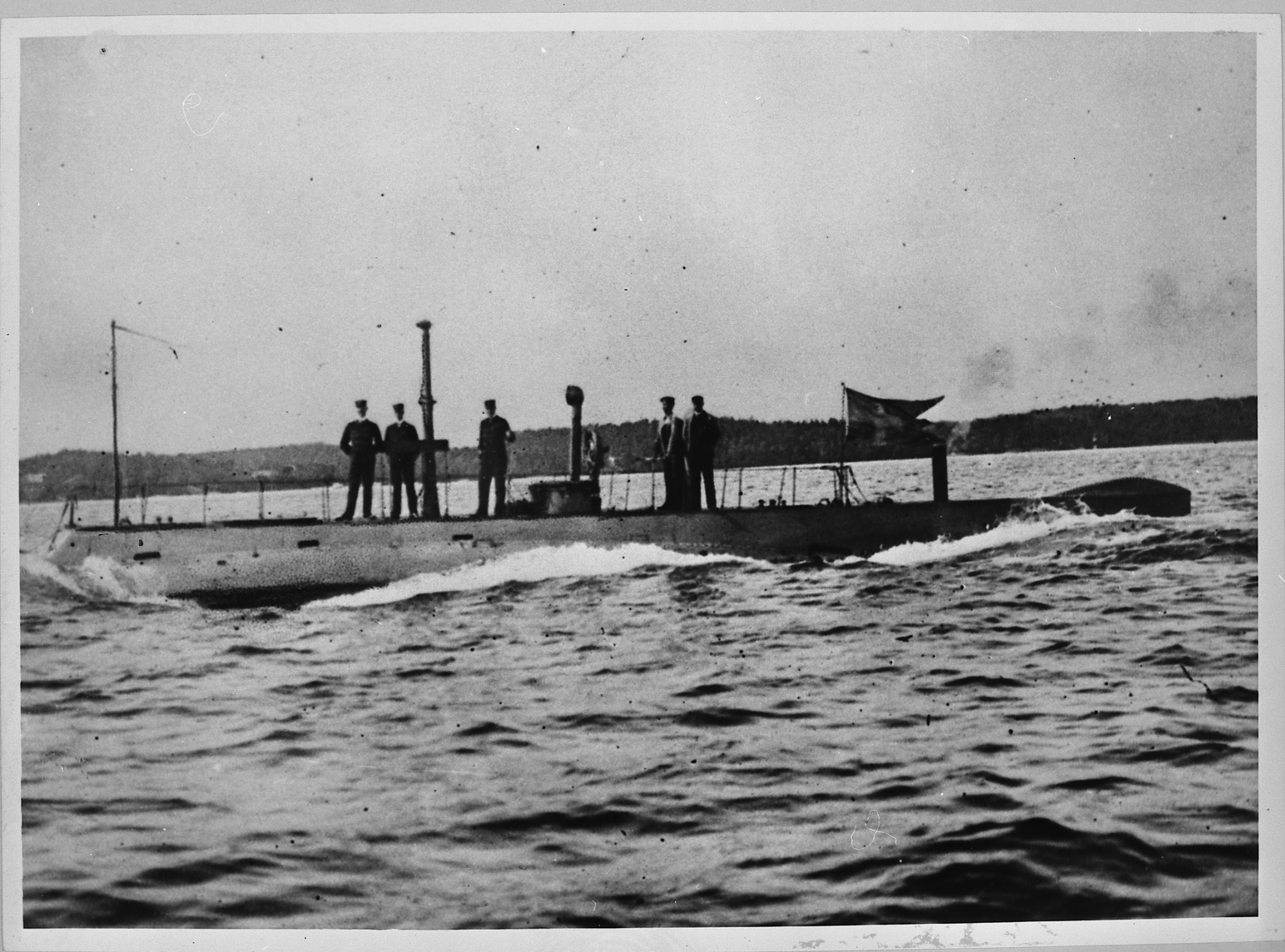
Fotografi av Hajen
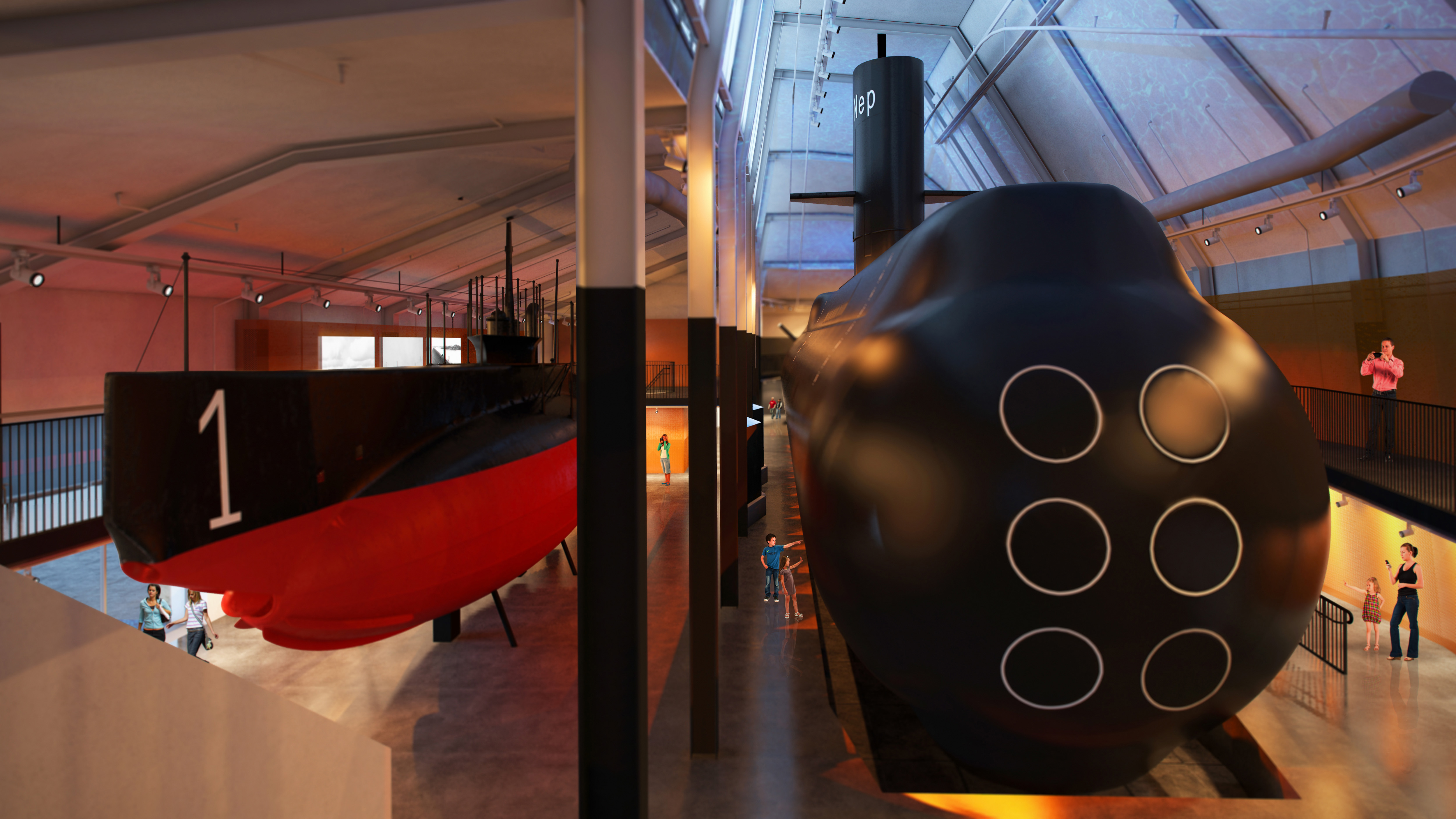
Två vitt skilda generationer av svenska ubåtar i ubåtshallen på Marinmuseum i Karlskrona: HMS Hajen, i tjänst 1905-1922, och HMS Neptun, i tjänst 1980-1998